# Caryomyia ovalis
Caryomyia ovalis är en tvåvingeart som beskrevs av Gagne 2008. Caryomyia ovalis ingår i släktet Caryomyia och familjen gallmyggor. Inga underarter finns listade i Catalogue of Life.